# Баратта, Франческо
Франческо Баратта Старший (итал. Francesco Baratta, 1590, Масса ди Каррара — 1666, Рим) — итальянский скульптор эпохи барокко.
Франческо родился в Масса-ди-Каррара (либо в Монте-Марчелло), в семье Якопо Баратта. Год его рождения не документирован, но по косвенным данным, он родился, скорее, около 1600 года. У Франческо было несколько братьев и сестёр, один из братьев, Джованни Мария Баратта, стал архитектором. Внук — Джованни Баратта также стал архитектором и скуотптором.
В 1626 году Франческо Баратта вместе с Андреа Больджи переехал в Рим, вместе они начали работать под руководством Джан Лоренцо Бернини. Франческо стремился творить самостоятельно, но воздействие Бернини было слишком сильным. Для капеллы Св. Франциска в церкви Сан-Пьетро-ин-Монторио в Риме он выполнил скульптурный алтарь — горельеф на сюжет «Святой Франциск Ассизский, принимающий стигматы» (1642—1646; предположительно по рисунку Бернини).
Франческо Баратта приписывается аллегорическая фигура Рио де Ла-Плата в композиции «Фонтана Четырёх рек» на Пьяцца Навона. Фонтан сооружён в 1648—1651 годах по проекту Дж. Л. Бернини.
Баратта под руководством Бернини создал несколько скульптур для собора Св. Петра в Ватикане, а также, вероятно, статуи для дворцовой церкви и садов Дрездена (документально не подтверждено). В 1654 году он стал членом Академии Святого Луки.
Его племянник Пьетро Баратта также был скульптором. Дж. Б. Пассери описывает Франческо как «агрессивного и неуправляемого человека, живущего не по правилам».
Франческо Баратта скончался от лихорадки в Риме осенью 1666 года.

## Галерея

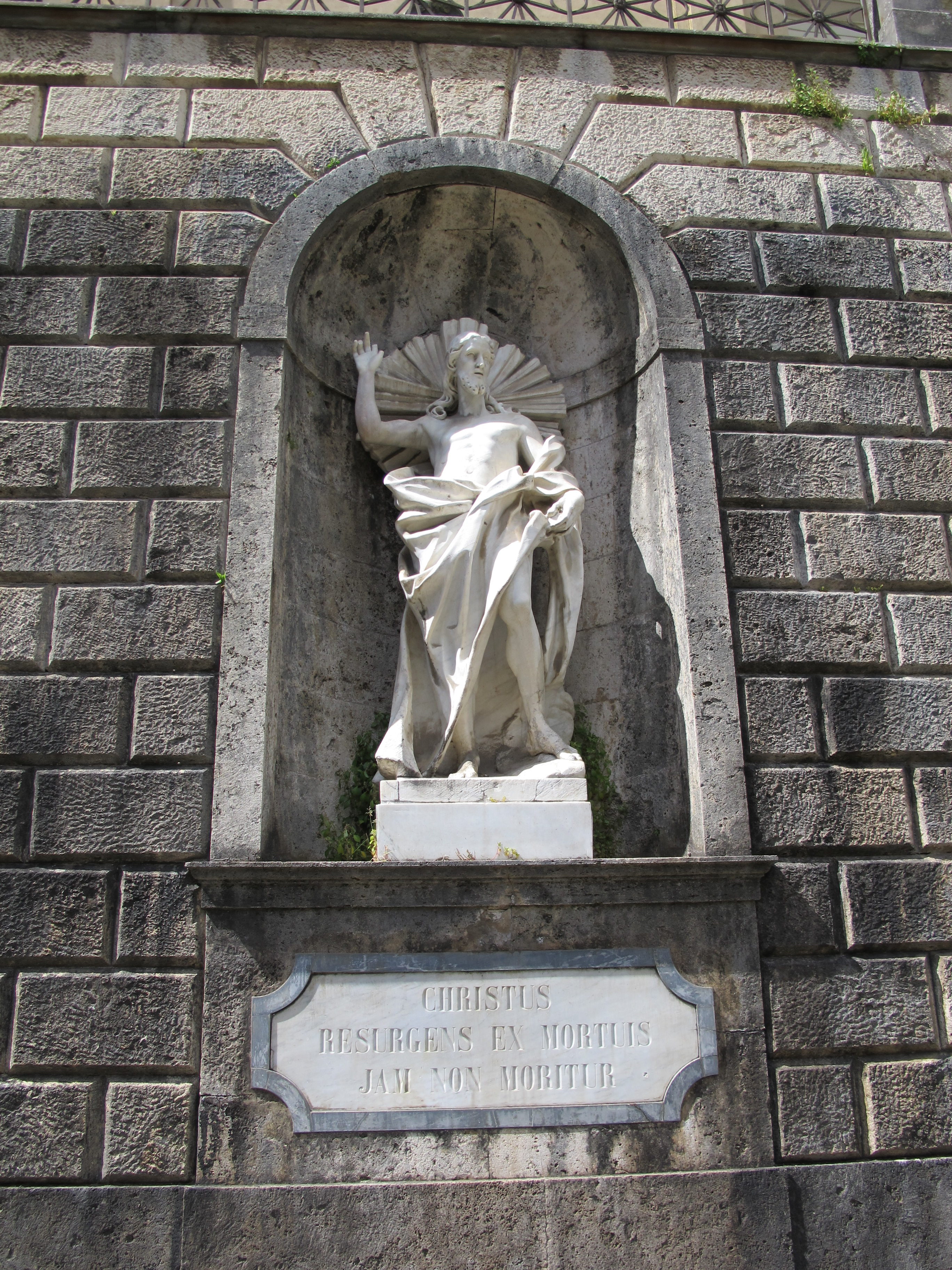
Воскресший Христос. Скульптура лестницы Сантуарио-дель-Сантиссимо-Крочифиссо. Сан-Миниато, Тоскана. 1636
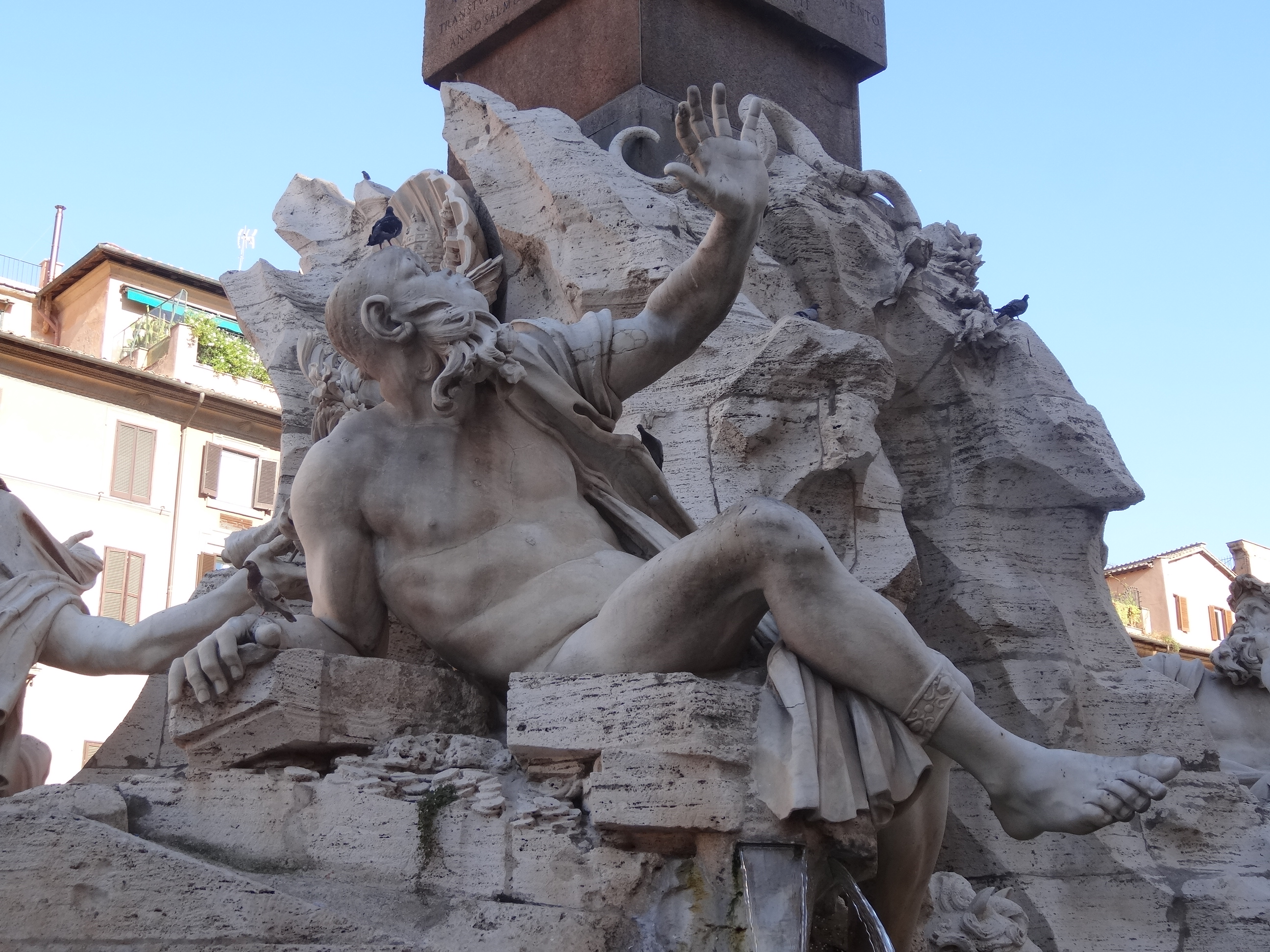
Фигура Рио де Ла-Плата. Фонтан Четырёх рек. Пьяцца Навона. Рим. 1650–1651
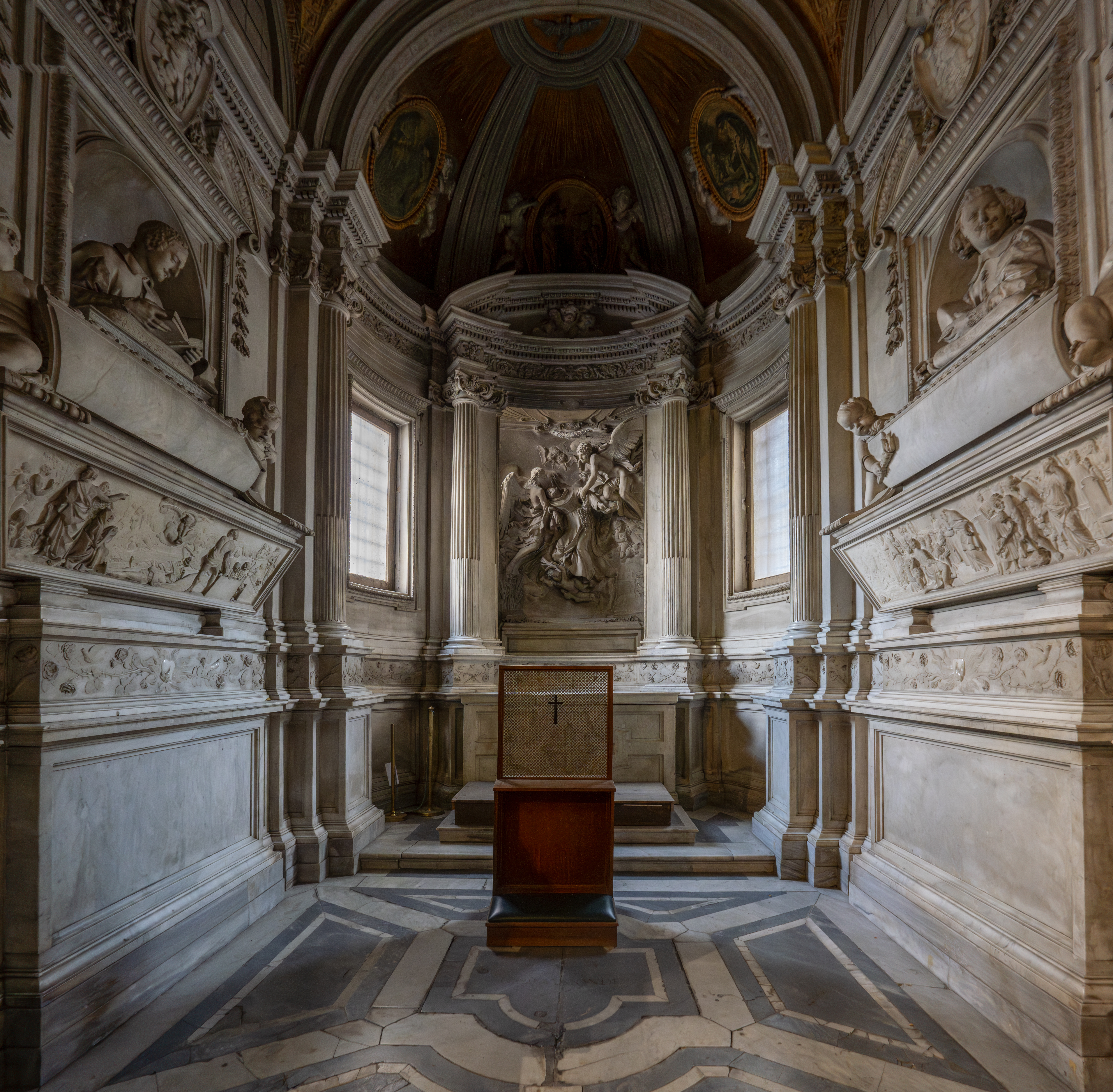
Капелла Раймонди. Церковь Сан-Пьетро-ин-Монторио, Рим
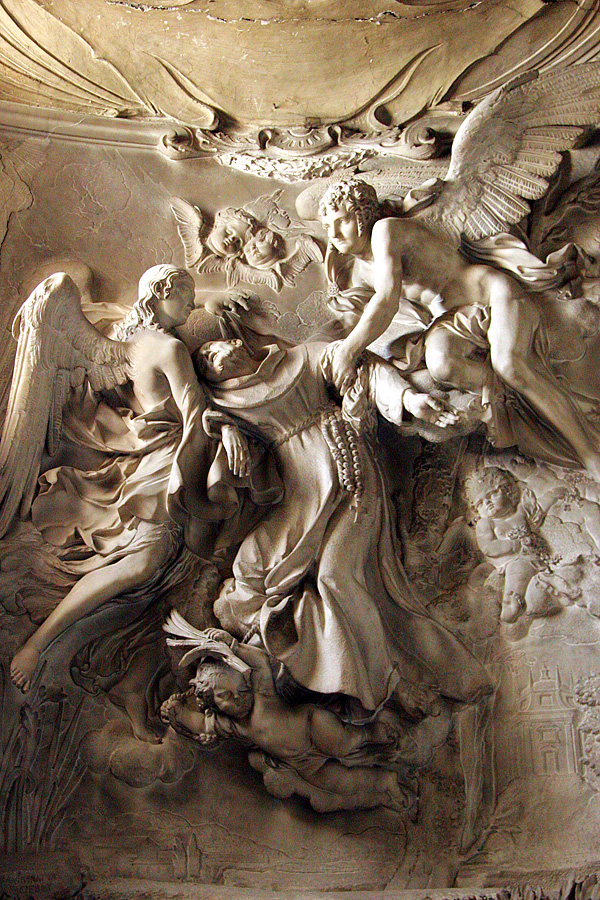
Святой Франциск Ассизский, принимающий стигматы. 1642—1646. Капелла Раймонди. Церковь Сан-Пьетро-ин-Монторио